# Cyia Batten
Cyia Batten (nacida el 26 de enero de 1972) es una bailarina, modelo y actriz de cine y televisión estadounidense, así como antigua miembro de baile de las Pussycat Dolls. Ha trabajado como bailarina profesional en todo el mundo para varios proyectos que incluyen Pussycat Dolls y Carmen Electra, Teatro Comunale di Firenze y otros.  
Tiene tuvo papeles en Charlie Wilson's war, The Texas Chainsaw Massacre: The Beginning, Charlie's Angelsː Full Throttle, La cosa más dulce y Killer Movie y en tales series de televisión como CSIː Nueva York, CSIː Miami, CSI y Crossing Jordan así como numerosas apariciones como diferentes personajes en Star Trekː Voyager, Star Trekː Enterprise, Star Trekː Deep Space Nine, y Studio 60 on the Sunset Strip.
Batten fue premiada Mejor Actriz en el Screamfest LA 2005 por su papel en Cookers en el que interpreta a una prostituta adicta a la metanfetamina. Reemplazó a la actriz Kelly Carlson en la película Dead of Night. Es también conocida por su trabajo como modelo profesional, y también tiene su propia marca de joyas, T. Cyia, con su compañero actor Tim McElwee.